# Grand Prix de la FIDE femení 2013-2014
El Grand Prix de la FIDE femení 2013–14 és una sèrie de sis torneigs d'escacs exclusivament per a dones, el qual va formar part del cicle de classificació pel Campionat del món d'escacs femení de 2015. La guanyadora del Gran Prix es va decidir durant el torneig de Xarjah, UAE, quan la favorita per elo i campiona del món regnant Hou Yifan va prendre el liderat a Koneru Humpy en quedar segon i així guanyar el tercer Gran Prix consecutiu. Per tercer cop consecutiu, Koneru Humpy fou subcampiona.
Amb aquesta victòria, Hou Yifan va guanyar el passatge per a jugar el Campionat del món d'escacs femení de 2016 en un matx a deu partides.

## Format
Divuit jugadores eren seleccionades per a competir en aquests torneigs. Cada jugadora acorda i contraurà per participar exactament a quatre d'aquests torneigs. Les jugadores han de triar la seva preferència de torneigs una vegada que és anunciada la llista final de les ciutats amfitriones i les dates per a cada ciutat amfitriona.
Cada torneig és un torneig de totes contra totes a una volta i format per 12 jugadores. A cada ronda les jugadores anoten 1 punt per un victòria, ½ punt per taules i 0 per una derrota. El punts Gran Prix es repetiren segons la classificació de cada jugadora: 160 punts Gran Prix pel primer lloc, 130 pel segon lloc, 110 pel tercer lloc, i llavors 90 en avall de 10 en10 punts. En cas d'un empat els punts Gran Prix són compartits entre les jugadores empatades. Només comptarien els tres millors resultats del Gran Prix. La jugadora amb el més puntas Gran Prix seria la guanyadora.

## Jugadores i classificació
Les jugadores convidades a la participació es basaren en els següents cliteris:
- Les quatre semi-finalistes del Campionat del món d'escacs femení de 2012:

1. Anna Uixénina
2. Antoaneta Stéfanova
3. Ju Wenjun
4. Dronavalli Harika

- Les sis jugadores amb elo més alt (mitjana de nou lliste FIDE entre el març de 2012 i el gener de 2013):

 Judit Polgár (declinat)
1. Hou Yifan
2. Koneru Humpy
3. Anna Muzitxuk
4. Zhao Xue
5. Nana Dzagnidze
6. Katerina Lahnó

- Sis candidats d'organitzador:

1. Aleksandra Kosteniuk (de Ginebra)[3]
2. Elina Danielian (de Dilidjan)
3. Nafisa Muminova (de Taixkent)
4. Olga Girya (de Khanti-Mansisk)[4]
5. Bela Khotenashvili (de Tbilisi)[5]
6. Batchimeg Tuvshintugs (de Erdenet)[5]

- Dues nominades pel president de FIDE:

1. Nadejda Kossíntseva[4] (Es va retirar)
2. Viktorija Čmilytė

- Substitucions:

1. Tatiana Kossíntseva

## Premis metàli·lics i punts del Gran Prix
Els premis en metàl·lic foren augmentats de 40.000 € a 60.000 € per cada torneig del Gran Prix i de 60.000 € a 90.000 € per la classificació final del Gran Prix.
| Lloc | Per cada torneig del Gran Prix | Classificació Global | Punts Gran Prix |
| ---- | ------------------------------ | -------------------- | --------------- |
| 1    | 10.000 €                       | 25.000 €             | 160             |
| 2    | 8.250 €                        | 20.000 €             | 130             |
| 3    | 6.750 €                        | 15.000 €             | 110             |
| 4    | 5.750 €                        | 10.000 €             | 90              |
| 5    | 5.000 €                        | 7.500 €              | 80              |
| 6    | 4.500 €                        | 5.500 €              | 70              |
| 7    | 4.250 €                        | 4.000 €              | 60              |
| 8    | 4.000 €                        | 3.000 €              | 50              |
| 9    | 3.250 €                        | –                    | 40              |
| 10   | 3.000 €                        | –                    | 30              |
| 11   | 2.750 €                        | –                    | 20              |
| 12   | 2.500 €                        | –                    | 10              |

## Desempats
Amb l'objectiu de determinar una clara guanyadora, només per a jugar en el Matx de Candidates i en el cas que dues o més jugadores tinguessin els mateixos punts, els criteris següents (en ordre descendent) seria utilitzat per decidir la guanyadora global:
1. Quart resultat no agafat dels tres millors resultats.
2. Nombre de punts de totes les partides fetes entre els quatre torneigs.
3. Nombre de primers llocs (en cas d'empat donats consegüentment).
4. Nombre de segons llocs (en cas d'empat donats consegüentment).
5. Nombre de victòries.
6. Taules per parts.

## Horari
La cinquena etapa de Tiblisi va ser canviada per Lopota. La sisena etapa de Erdenet (Mongòlia) va ser canviada per Xarjah (Emirats Àrabs Units), el club d'escacs més gran del món. Un moviment aparentment a causa de la malaltia del comité organitzatiu mongol.
Els sis torneigs varen ser:
| No. | Ciutat amfitriona           | Data                         | Guanyadora                          | Punts (Victòria/derrota/taules) |
| --- | --------------------------- | ---------------------------- | ----------------------------------- | ------------------------------- |
| 1   | Ginebra, Suïssa             | 2–16 maig 2013               | Bela Khotenashvili (Geòrgia)        | 8/11 (+7=2–2)                   |
| 2   | Dilidjan, Armènia           | 15–29 juny 2013              | Koneru Humpy (Índia)                | 8/11 (+5=6–0)                   |
| 3   | Taixkent, Uzbekistan        | 17 setembre – 1 octubre 2013 | Koneru Humpy (Índia)                | 8/11 (+6=4–1)                   |
| 4   | Khanti-Mansisk, Rússia      | 8–22 Abril 2014              | Hou Yifan (Xina)                    | 8.5/11 (+6=5–0)                 |
| 5   | Lopota Resort, Geòrgia      | 18 juny – 2 juliol 2014      | Hou Yifan (Xina)                    | 9/11 (+7=4-0)                   |
| 6   | Xarjah, Emirats Àrabs Units | 24 Agost – 7 setembre 2014   | Ju Wenjun (Xina) · Hou Yifan (Xina) | 8.5/11 (+6=5-0)                 |

## Classificacions dels torneigs

### Ginebra 2013
|    | Jugadora                         | Elo  | 1 | 2 | 3 | 4 | 5 | 6 | 7 | 8 | 9 | 10 | 11 | 12 | Pts | H2H | Victòries | SB    | TPR  | GP  | Canvi Elo |
| -- | -------------------------------- | ---- | - | - | - | - | - | - | - | - | - | -- | -- | -- | --- | --- | --------- | ----- | ---- | --- | --------- |
| 1  | Bela Khotenashvili (Geòrgia)     | 2505 | X | ½ | 0 | 1 | 1 | ½ | 1 | 0 | 1 | 1  | 1  | 1  | 8.0 | 0   | 7         | 39.75 | 2681 | 160 | +26       |
| 2  | Anna Muzitxuk (Eslovènia)        | 2585 | ½ | X | 1 | ½ | ½ | ½ | ½ | 1 | ½ | ½  | 1  | 1  | 7.5 | 0   | 4         | 37.75 | 2636 | 130 | +8        |
| 3  | Tatiana Kossíntseva (Rússia)     | 2517 | 1 | 0 | X | ½ | 0 | ½ | 1 | ½ | ½ | 1  | ½  | 1  | 6.5 | 0.5 | 4         | 33.00 | 2573 | 100 | +9        |
| 4  | Nana Dzagnidze (Geòrgia)         | 2545 | 0 | ½ | ½ | X | 1 | ½ | 0 | 1 | ½ | ½  | 1  | 1  | 6.5 | 0.5 | 4         | 31.25 | 2571 | 100 | +5        |
| 5  | Ju Wenjun (Xina)                 | 2544 | 0 | ½ | 1 | 0 | X | 1 | ½ | ½ | 0 | ½  | 1  | 1  | 6.0 | 1   | 4         | 29.25 | 2540 | 75  | +0        |
| 6  | Anna Uixénina (Ucraïna)          | 2491 | ½ | ½ | ½ | ½ | 0 | X | ½ | 1 | 1 | ½  | ½  | ½  | 6.0 | 0   | 2         | 32.00 | 2543 | 75  | +8        |
| 7  | Katerina Lahnó (Ucraïna)         | 2548 | 0 | ½ | 0 | 1 | ½ | ½ | X | 0 | 1 | ½  | ½  | 1  | 5.5 | 0   | 3         | 27.25 | 2508 | 60  | −6        |
| 8  | Hou Yifan (Xina)                 | 2617 | 1 | 0 | ½ | 0 | ½ | 0 | 1 | X | ½ | 1  | 0  | ½  | 5.0 | 0.5 | 3         | 27.75 | 2470 | 45  | −22       |
| 9  | Aleksandra Kosteniuk (Rússia)    | 2491 | 0 | ½ | ½ | ½ | 1 | 0 | 0 | ½ | X | ½  | 1  | ½  | 5.0 | 0.5 | 2         | 25.50 | 2481 | 45  | −2        |
| 10 | Viktorija Cmilyte (Lituània)     | 2522 | 0 | ½ | 0 | ½ | ½ | ½ | ½ | 0 | ½ | X  | ½  | 1  | 4.5 | 0   | 1         | 22.00 | 2446 | 30  | −12       |
| 11 | Batchimeg Tuvshintugs (Mongòlia) | 2298 | 0 | 0 | ½ | 0 | 0 | ½ | ½ | 1 | 0 | ½  | X  | ½  | 3.5 | 0   | 1         | 17.25 | 2397 | 20  | +18       |
| 12 | Olga Girya (Rússia)              | 2463 | 0 | 0 | 0 | 0 | 0 | ½ | 0 | ½ | ½ | 0  | ½  | X  | 2.0 | 0   | 0         | 9.75  | 2254 | 10  | −27       |
Bela Khotenashvili va guanyar el primer torneig del Gran Prix jugat a Ginebra i també va guanyar la seva tercera norma de Gran Mestre.

### Dilidjan 2013
|    | Jugadora                         | Elo  | 1 | 2 | 3 | 4 | 5 | 6 | 7 | 8 | 9 | 10 | 11 | 12 | Pts | H2H | Victòries | SB    | TPR  | GP  |
| -- | -------------------------------- | ---- | - | - | - | - | - | - | - | - | - | -- | -- | -- | --- | --- | --------- | ----- | ---- | --- |
| 1  | Humpy Koneru (Índia)             | 2597 | X | 1 | ½ | 1 | ½ | 1 | 1 | ½ | ½ | ½  | 1  | ½  | 8.0 | 0   | 5         | 42.75 | 2667 | 160 |
| 2  | Anna Muzitxuk (Eslovènia)        | 2593 | 0 | X | 1 | 1 | ½ | ½ | 1 | ½ | ½ | ½  | 1  | ½  | 7.0 | 1   | 4         | 36.75 | 2594 | 120 |
| 3  | Nana Dzagnidze (Geòrgia)         | 2550 | 0 | ½ | X | 0 | ½ | ½ | 1 | 1 | 1 | 1  | ½  | 1  | 7.0 | 0   | 5         | 34.50 | 2598 | 120 |
| 4  | Tatiana Kossíntseva (Rússia)     | 2526 | 0 | 0 | 1 | X | 0 | 0 | 1 | 1 | ½ | 1  | ½  | 1  | 6.0 | 0   | 5         | 30.00 | 2534 | 90  |
| 5  | Anna Uixénina (Ucraïna)          | 2499 | ½ | ½ | ½ | 1 | X | ½ | ½ | ½ | ½ | ½  | 0  | ½  | 5.5 | 0   | 1         | 31.00 | 2505 | 80  |
| 6  | Antoaneta Stefanova (Bulgària)   | 2531 | 0 | 0 | ½ | 1 | ½ | X | ½ | ½ | 1 | 0  | ½  | ½  | 5.0 | 1   | 2         | 26.00 | 2471 | 60  |
| 7  | Batchimeg Tuvshintugs (Mongòlia) | 2316 | 0 | ½ | 0 | 0 | ½ | ½ | X | ½ | 1 | 1  | ½  | ½  | 5.0 | 1   | 2         | 24.50 | 2490 | 60  |
| 8  | Dronavalli Harika (Índia)        | 2492 | ½ | ½ | 0 | 0 | ½ | ½ | ½ | X | ½ | ½  | 1  | ½  | 5.0 | 1   | 1         | 26.25 | 2474 | 60  |
| 9  | Olga Girya (Rússia)              | 2436 | ½ | ½ | 0 | ½ | ½ | 0 | 0 | ½ | X | ½  | 1  | ½  | 4.5 | 1.5 | 1         | 24.50 | 2447 | 30  |
| 10 | Viktorija Cmilyte (Lituània)     | 2511 | ½ | 0 | 0 | 0 | 1 | 1 | 0 | ½ | ½ | X  | ½  | ½  | 4.5 | 1   | 2         | 23.50 | 2440 | 30  |
| 11 | Elina Danielian (Armènia)        | 2475 | 0 | ½ | ½ | ½ | ½ | ½ | ½ | 0 | 0 | ½  | X  | 1  | 4.5 | 0.5 | 1         | 24.00 | 2444 | 30  |
| 12 | Bela Khotenashvili (Geòrgia)     | 2531 | ½ | ½ | 0 | 0 | ½ | ½ | ½ | ½ | ½ | ½  | 0  | X  | 4.0 | 0   | 0         | 22.25 | 2405 | 10  |

### Tashkent 2013
|    | Jugadora                          | Elo  | 1 | 2 | 3 | 4 | 5 | 6 | 7 | 8 | 9 | 10 | 11 | 12 | Pts | SB    | TPR  | GP  |
| -- | --------------------------------- | ---- | - | - | - | - | - | - | - | - | - | -- | -- | -- | --- | ----- | ---- | --- |
| 1  | Humpy Koneru (Índia)              | 2607 | X | 0 | ½ | ½ | 1 | 1 | 1 | ½ | 1 | ½  | 1  | 1  | 8.0 | 39.25 | 2637 | 160 |
| 2  | Bela Khotenashvili (Geòrgia)      | 2514 | 1 | X | ½ | 0 | 1 | 0 | 0 | 1 | ½ | 1  | 1  | 1  | 7.0 | 35.00 | 2572 | 120 |
| 3  | Katerina Lahnó (Ucraïna)          | 2532 | ½ | ½ | X | ½ | 0 | ½ | 1 | ½ | 1 | 1  | ½  | 1  | 7.0 | 34.50 | 2571 | 120 |
| 4  | Dronavalli Harika (Índia)         | 2475 | ½ | 1 | ½ | X | 0 | ½ | 0 | 1 | 1 | ½  | 1  | ½  | 6.5 | 34.00 | 2543 | 85  |
| 5  | Zhao Xue (Xina)                   | 2533 | 0 | 0 | 1 | 1 | X | 0 | 1 | 1 | 0 | 1  | 1  | ½  | 6.5 | 32.75 | 2533 | 85  |
| 6  | Ju Wenjun (Xina)                  | 2535 | 0 | 1 | ½ | ½ | 1 | X | ½ | ½ | ½ | 1  | 0  | ½  | 6.0 | 33.50 | 2505 | 70  |
| 7  | Aleksandra Kosteniuk (Rússia)     | 2495 | 0 | 1 | 0 | 1 | 0 | ½ | X | 0 | ½ | ½  | 1  | 1  | 5.5 | 25.75 | 2477 | 55  |
| 8  | Olga Girya (Rússia)               | 2439 | ½ | 0 | ½ | 0 | 0 | ½ | 1 | X | ½ | ½  | 1  | 1  | 5.5 | 25.25 | 2482 | 55  |
| 9  | Elina Danielian (Armènia)         | 2470 | 0 | ½ | 0 | 0 | 1 | ½ | ½ | ½ | X | ½  | ½  | 1  | 5.0 | 23.75 | 2448 | 40  |
| 10 | Antoaneta Stefanova (Bulgària)    | 2496 | ½ | 0 | 0 | ½ | 0 | 0 | ½ | ½ | ½ | X  | 1  | 1  | 4.5 | 19.75 | 2413 | 30  |
| 11 | Nafisa Muminova (Uzbekistan)      | 2293 | 0 | 0 | ½ | 0 | 0 | 1 | 0 | 0 | ½ | 0  | X  | 1  | 3.0 | 13.50 | 2325 | 20  |
| 12 | Guliskhan Nakhbayeva (Kazakhstan) | 2307 | 0 | 0 | 0 | ½ | ½ | ½ | 0 | 0 | 0 | 0  | 0  | X  | 1.5 | 9.50  | 2173 | 10  |

### Khanty-Mansiyk 2014
|    | Jugadora                         | Elo  | 1 | 2 | 3 | 4 | 5 | 6 | 7 | 8 | 9 | 10 | 11 | 12 | Pts | SB    | TPR  | GP  |
| -- | -------------------------------- | ---- | - | - | - | - | - | - | - | - | - | -- | -- | -- | --- | ----- | ---- | --- |
| 1  | Hou Yifan (Xina)                 | 2618 | X | 1 | ½ | ½ | ½ | 1 | ½ | ½ | 1 | 1  | 1  | 1  | 8.5 | 43.00 | 2695 | 160 |
| 2  | Olga Girya (Rússia)              | 2450 | 0 | X | 1 | 0 | 1 | 1 | ½ | 1 | ½ | ½  | 1  | ½  | 7.0 | 35.50 | 2602 | 130 |
| 3  | Aleksandra Kosteniuk (Rússia)    | 2527 | ½ | 0 | X | ½ | 1 | 1 | ½ | ½ | ½ | 1  | 0  | 1  | 6.5 | 34.00 | 2558 | 110 |
| 4  | Katerina Lahnó (Ucraïna)         | 2543 | ½ | 1 | ½ | X | ½ | ½ | ½ | 0 | 1 | ½  | ½  | ½  | 6.0 | 33.50 | 2527 | 85  |
| 5  | Anna Muzitxuk (Eslovènia)        | 2560 | ½ | 0 | 0 | ½ | X | ½ | ½ | 1 | ½ | 1  | ½  | 1  | 6.0 | 29.50 | 2526 | 85  |
| 6  | Nana Dzagnidze (Geòrgia)         | 2550 | 0 | 0 | 0 | ½ | ½ | X | 1 | 0 | ½ | 1  | 1  | 1  | 5.5 | 25.00 | 2491 | 65  |
| 7  | Antoaneta Stefanova (Bulgària)   | 2489 | ½ | ½ | ½ | ½ | ½ | 0 | X | 0 | 1 | 1  | ½  | ½  | 5.5 | 29.50 | 2496 | 65  |
| 8  | Zhao Xue (Xina)                  | 2552 | ½ | 0 | ½ | 1 | 0 | 1 | 1 | X | ½ | 0  | ½  | 0  | 5.0 | 28.75 | 2454 | 45  |
| 9  | Anna Uixénina (Ucraïna)          | 2501 | 0 | ½ | ½ | 0 | ½ | ½ | 0 | ½ | X | 1  | 1  | ½  | 5.0 | 24.25 | 2459 | 40  |
| 10 | Nafisa Muminova (Uzbekistan)     | 2321 | 0 | 0 | 1 | ½ | ½ | 0 | ½ | ½ | 0 | X  | 1  | 1  | 4.0 | 18.50 | 2409 | 30  |
| 11 | Tatiana Kossíntseva (Rússia)     | 2496 | 0 | 0 | 1 | ½ | ½ | 0 | ½ | ½ | 0 | 0  | X  | ½  | 3.5 | 19.50 | 2363 | 15  |
| 12 | Batchimeg Tuvshintugs (Mongòlia) | 2340 | 0 | ½ | 0 | ½ | 0 | 0 | ½ | 1 | ½ | 0  | ½  | X  | 3.5 | 18.50 | 2377 | 15  |
Olga Girya va guanyar la seva darrera norma de GM al torneig.

### Lopota 2014
|    | Jugadora                       | Elo  | 1 | 2 | 3 | 4 | 5 | 6 | 7 | 8 | 9 | 10 | 11 | 12 | Pts | H2H | Victòries | SB    | TPR  | GP  |
| -- | ------------------------------ | ---- | - | - | - | - | - | - | - | - | - | -- | -- | -- | --- | --- | --------- | ----- | ---- | --- |
| 1  | Hou Yifan (Xina)               | 2629 | X | 1 | ½ | 1 | 1 | ½ | 1 | ½ | ½ | 1  | 1  | 1  | 9.0 | 0   | 7         | 45.00 | 2773 | 160 |
| 2  | Ju Wenjun (Xina)               | 2532 | 0 | X | 1 | ½ | 1 | ½ | 1 | ½ | 1 | ½  | 0  | 1  | 7.0 | 1   | 5         | 34.75 | 2622 | 120 |
| 3  | Elina Danielian (Armènia)      | 2460 | ½ | 0 | X | ½ | ½ | ½ | 1 | 1 | 0 | 1  | ½  | 1  | 7.0 | 0   | 4         | 34.00 | 2628 | 120 |
| 4  | Nana Dzagnidze (Geòrgia)       | 2541 | 0 | ½ | ½ | X | 0 | ½ | ½ | 1 | ½ | 1  | 1  | 1  | 6.5 | 0   | 4         | 29.00 | 2584 | 90  |
| 5  | Antoaneta Stefanova (Bulgària) | 2488 | 0 | 0 | ½ | 1 | X | ½ | ½ | 0 | 1 | 1  | ½  | 1  | 6.0 | 0.5 | 4         | 27.75 | 2560 | 75  |
| 6  | Harika Dronavalli (Índia)      | 2503 | ½ | ½ | ½ | ½ | ½ | X | ½ | 0 | 1 | ½  | ½  | 1  | 6.0 | 0.5 | 2         | 30.75 | 2558 | 75  |
| 7  | Anna Muzitxuk (Ucraïna)        | 2561 | 0 | 0 | 0 | ½ | ½ | ½ | X | ½ | 1 | ½  | 1  | 1  | 5.5 | 1.5 | 3         | 23.75 | 2517 | 50  |
| 8  | Koneru Humpy (Índia)           | 2613 | ½ | ½ | 0 | 0 | 1 | 1 | ½ | X | ½ | ½  | 0  | 1  | 5.5 | 1.0 | 3         | 28.75 | 2512 | 50  |
| 9  | Aleksandra Kosteniuk (Rússia)  | 2532 | ½ | 1 | ½ | ½ | 0 | 0 | 0 | ½ | X | ½  | 1  | 1  | 5.5 | 0.5 | 3         | 27.25 | 2520 | 50  |
| 10 | Zhao Xue (Xina)                | 2538 | 0 | 0 | 0 | 0 | 0 | ½ | ½ | ½ | ½ | X  | ½  | 1  | 3.5 | 0   | 1         | 14.25 | 2386 | 30  |
| 11 | Bela Khotenashvili (Geòrgia)   | 2518 | 0 | ½ | 0 | 0 | 0 | 0 | 0 | 1 | 0 | 1  | X  | ½  | 3.0 | 0   | 1         | 16.75 | 2346 | 20  |
| 12 | Nafisa Muminova (Uzbekistan)   | 2332 | 0 | ½ | 0 | 0 | 0 | 0 | 0 | 0 | 0 | 0  | 1  | X  | 1.5 | 0   | 1         | 6.50  | 2229 | 10  |
Ju Wenjun va aconseguir una altra i darrera norma de GM.

### Sharjah 2014
|    | Jugadora                         | Elo  | 1 | 2 | 3 | 4 | 5 | 6 | 7 | 8 | 9 | 10 | 11 | 12 | Pts | Canvi Elo | TPR  | GP   |
| -- | -------------------------------- | ---- | - | - | - | - | - | - | - | - | - | -- | -- | -- | --- | --------- | ---- | ---- |
| 1  | Ju Wenjun (Xina)                 | 2559 | X | ½ | 1 | ½ | 1 | ½ | 1 | ½ | 1 | ½  | 1  | 1  | 8.5 | +19       | 2696 | 145  |
| 2  | Hou Yifan (Xina)                 | 2661 | ½ | X | ½ | ½ | 1 | ½ | 1 | ½ | 1 | 1  | 1  | 1  | 8.5 | +4        | 2687 | 145  |
| 3  | Harika Dronavalli (Índia)        | 2521 | 0 | ½ | X | 1 | ½ | ½ | 1 | 1 | 0 | 1  | ½  | 1  | 7.0 | +5        | 2551 | 87.5 |
| 4  | Zhao Xue (Xina)                  | 2508 | 0 | ½ | ½ | X | 0 | ½ | ½ | 1 | ½ | 1  | 1  | 1  | 6.5 | +7        | 2552 | 87.5 |
| 5  | Anna Uixénina (Ucraïna)          | 2487 | 0 | 0 | ½ | 1 | X | ½ | ½ | 0 | 1 | 1  | ½  | 1  | 6.0 | +11       | 2554 | 87.5 |
| 6  | Batchimeg Tuvshintugs (Mongòlia) | 2346 | ½ | ½ | ½ | ½ | ½ | X | ½ | 0 | 1 | ½  | ½  | 1  | 6.0 | +64       | 2567 | 87.5 |
| 7  | Koneru Humpy (Índia)             | 2598 | 0 | 0 | 0 | ½ | ½ | ½ | X | ½ | 1 | ½  | 1  | 1  | 5.5 | -17       | 2481 | 60   |
| 8  | Elina Danielian (Armènia)        | 2490 | ½ | ½ | 0 | 0 | 1 | 1 | ½ | X | ½ | ½  | 0  | 1  | 5.5 | -5        | 2459 | 50   |
| 9  | Tatiana Kossíntseva (Rússia)     | 2494 | ½ | 1 | ½ | ½ | 0 | 0 | 0 | ½ | X | ½  | 1  | 1  | 5.5 | -10       | 2427 | 40   |
| 10 | Zhu Chen (Qatar)                 | 2461 | 0 | 0 | 0 | 0 | 0 | ½ | ½ | ½ | ½ | X  | ½  | 1  | 3.5 | -15       | 2361 | 30   |
| 11 | Nafisa Muminova (Uzbekistan)     | 2315 | 0 | ½ | 0 | 0 | 0 | 0 | 0 | 1 | 0 | 1  | X  | ½  | 3.0 | +2        | 2336 | 20   |
| 12 | Alina l'Ami (Romania)            | 2446 | 0 | ½ | 0 | 0 | 0 | 0 | 0 | 0 | 0 | 0  | 1  | X  | 1.5 | -33       | 2174 | 10   |
Batchimeg Tuvshintugs va aconseguir la seva primera norma de GM.

## Classificació del Gran Prix
El més resultats més baix dels quatre és en italics i no es té en compte al resultat total. Khotenashvili va agafar l'avantatge a la primera etapa, llavors Koneru Humpy va prendre l'avantatge en guanyar dues etapes seguides. Hou Yifan llavors va prendre l'avantatge de Koneru Humpy al final del cicle.
Les dues millors foren les mateixes que en l'anterior cicle de Gran Prix.
|    | Jugadora                             | Elo Juliol 2014 | Ginebra | Dilidjan | Tashkent | Khanty-Mansiysk | Lopota | Sharjah | Va jugar | Més 3 |
| -- | ------------------------------------ | --------------- | ------- | -------- | -------- | --------------- | ------ | ------- | -------- | ----- |
| 1  | Hou Yifan (Xina)                     | 2629            | 45      |          |          | 160             | 160    | 145     | 4        | 465   |
| 2  | Koneru Humpy (Índia)                 | 2613            |         | 160      | 160      |                 | 50     | 60      | 4        | 380   |
| 3  | Ju Wenjun (Xina)                     | 2538            | 75      |          | 70       |                 | 120    | 145     | 4        | 340   |
| 4  | Anna Muzitxuk (Eslovènia)            | 2561            | 130     | 120      |          | 85              | 50     |         | 4        | 335   |
| 5  | Nana Dzagnidze (Geòrgia)             | 2541            | 100     | 120      |          | 65              | 90     |         | 4        | 310   |
| 6  | Bela Khotenashvili (Geòrgia)         | 2518            | 160     | 10       | 120      |                 | 20     |         | 4        | 300   |
| 7  | Katerina Lahnó (Rússia)(4)(5)        | 2540            | 60      |          | 120      | 85              |        |         | 3        | 265   |
| 8  | Dronavalli Harika (Índia)            | 2513            |         | 60       | 85       |                 | 75     | 87.5    | 4        | 247.5 |
| 9  | Anna Uixénina (Ucraïna)              | 2488            | 75      | 80       |          | 45              |        | 87.5    | 4        | 242.5 |
| 10 | Tatiana Kossíntseva (Rússia)(1)      | 2476            | 100     | 90       |          | 15              |        | 40      | 4        | 230   |
| 11 | Zhao Xue (Xina)                      | 2542            |         |          | 85       | 45              | 30     | 87.5    | 4        | 217.5 |
| 12 | Aleksandra Kosteniuk (Rússia)(4)     | 2533            | 45      |          | 55       | 110             | 50     |         | 4        | 215   |
| 12 | Olga Girya (Rússia)                  | 2493            | 10      | 30       | 55       | 130             |        |         | 4        | 215   |
| 14 | Elina Danielian (Armènia)(3)         | 2458            |         | 30       | 40       |                 | 120    | 50      | 4        | 210   |
| 15 | Antoaneta Stefanova (Bulgària)(3)    | 2488            |         | 60       | 30       | 65              | 75     |         | 4        | 200   |
| 16 | Batchimeg Tuvshintugs (Mongòlia)     | 2346            | 20      | 60       |          | 15              |        | 87.5    | 4        | 167.5 |
| 17 | Nafisa Muminova (Uzbekistan)         | 2332            |         |          | 20       | 30              | 10     | 20      | 4        | 70    |
| 18 | Viktorija Cmilyte (Lituània)(2)(5)   | 2525            | 30      | 30       |          |                 |        |         | 2        | 60    |
| 19 | Zhu Chen (Qatar)(5)                  | 2461            |         |          |          |                 |        | 30      | 1        | 30    |
| 20 | Guliskhan Nakhbayeva (Kazakhstan)(2) | 2300            |         |          | 10       |                 |        |         | 1        | 10    |
| 20 | Alina L'Ami (Romania)(5)             | 2446            |         |          |          |                 |        | 10      | 1        | 10    |

Notes
- (1) Nadezhda Kosintseva es va retirar del Gran Prix femení i fou reemplaçada per la propera jugadora amb elo més alt, Tatiana Kosintseva.[12]
- (2) Viktorija Cmilyte es va retirar la seva participació a Tashkent a causa de malaltia i va ser reemplaçada per Guliskhan Nakhbayeva.[13]
- (3) Antoaneta Stefanova va reemplaçar Elina Danielian a Khanty-Mansiysk.
- (4) Alexandra Kosteniuk i Kateryna Lahno swapped llocs a cinquè i sisena etapa.[14]
- (5) Viktorija Cmilyte i Katerina Lahnó varen ser reemplaçades per Alina L'Ami i Zhu Chen a la sisena etapa.